# Iyo Sky
Masami Odate (大館正美 Ōdate Masami?, Kamakura, Prefectura de Kanagawa, 8 de mayo de 1990), conocida como Iyo Sky (estilizado en mayúsculas), es una luchadora profesional japonesa. Actualmente trabaja para la empresa estadounidense WWE, donde se presenta en la marca Raw. Entre sus logros destacan, un reinado como Campeona Mundial Femenina, otro como Campeona Femenina de WWE en la marca SmackDown y dos como Campeona Femenina en Parejas de WWE junto a Dakota Kai. Anteriormente se presentaba en el territorio de desarrollo NXT con el nombre de Io Shirai (紫雷 イオ Shirai Io?) ( /ˈiːoʊ/), donde fue Campeona Femenina de NXT y Campeona Femenina en Parejas de NXT.
Odate es conocida bajo el nombre de Io Shirai (紫雷 イオ Shirai Io), bajo el que hizo su debut luchistico en marzo de 2007. Pasó varios años trabajando como luchadora de equipo, uniéndose a su hermana mayor, Mio Shirai, junto con la que luchó en varias promociones en Japón y México, ganando el TLW World Young Women's Tag Team Championship en el proceso. En junio de 2010, las hermanas se unieron a Kana para formar Triple Tails, mismo que duraría quince meses, antes de que Masami se separara para iniciar su carrera individual con la promoción World Wonder Ring Stardom. En abril de 2013, ganó el título de la promoción, el World of Stardom Championship, que mantendría durante más de quince meses.
Entre sus logros se destacan dos reinados como Campeona Mundial de Stardom, también fue una vez Goddess of Stardom, Wonder of Stardom, High Speed y SWA World Champion y un récord de cinco veces Artist of Stardom Champion, lo que la convierte en la única Campeona Grand Slam de Stardom. Fue reconocida como la «ace» de Stardom.

## Primeros años
Masami Odate nació el 8 de mayo de 1990 en Kamakura, Prefectura de Kanagawa, siendo hermana de la también luchadora Mio Shirai.

## Carrera

### Circuito independiente

#### Team Makehen (2007–2010)
Odate hizo su debut en la lucha libre profesional el 4 de marzo de 2007, junto con su hermana mayor, las dos adoptando los nombres de ring 'Io y Mio Shirai, respectivamente («Shirai» significa «Relámpago Purpura»). En su debut, las hermanas Shirai se asociaron con Toshie Uematsu para enfrentar al trío de Erika Ura, Nozomi Takesako y Yuri Urai. En el momento de su debut, Io tenía solo 16 años, trabajaba a tiempo parcial mientras asistía a la secundaria. Después de graduarse, comenzó a trabajar a tiempo completo como luchadora profesional. Comenzando sus carreras por cuenta propia, las hermanas Shirai representarón al Team Makehen, formado por luchadores entrenados por Tomohiko Hashimoto, en varias promociones independientes durante su primer año en el negocio, incluyendo Ibuki, Pro Wrestling Wave, JWP Joshi Puroresu y Sendai Girls Pro Wrestling.
El 19 de octubre de 2008, Io y Mio hicieron su debut para una de las mayores promociones de lucha libre profesional de Japón, All Japan Pro Wrestling (AJPW), donde derrotaron al equipo formado por Kyoko Kimura y Mikado. De enero a marzo de 2009, las Shirais también hicieron varias apariciones para otra gran promoción, generalmente desconocida para la lucha libre femenina, Pro Wrestling Zero1. El 29 de abril, las hermanas Shirai ganaron su primer campeonato al derrotar a Moeka Haruhi y Tomoka Nakagawa en una final del torneo para convertirse en la primera TLW (Totally Lethal Wrestling). A pesar de su nombre, el campeonato fue propiedad y promovido por Pro Wrestling Wave. El 12 de julio, Io recibió su primera oportunidad de campeonato individual, cuando desafió sin éxito a Misaki Ohata para el Junior JWP y a la Princess of Pro-Wrestling Championships en Ibuki #30. De julio a noviembre, las Shirais pasaron cuatro meses trabajando para la promoción Ice Ribbon.
El 12 de noviembre de 2009, las Shirais ingresaron al Torneo Team Team Fall Six Person Tagnament de Pro Wrestling Wave, formando equipo con Gami, pero el trío fue derrotado en su primer partido por Ran Yu-Yu , Ryo Mizunami y Toshie Uematsu. Sin embargo, el trío ganó su camino de regreso al torneo al derrotar a Misaki Ohata, Moeka Haruhi y Yumi Ohka en una lucha de consolación más tarde ese mismo día. El 25 de noviembre, las Shirais y Gami derrotaron primero a Bullfight Sora, Cherry y Kaoru en las semifinales y luego en la final derrotaron a Ayumi Kurihara, Kana y Shuu Shibutani, con Io, como la capitana, marcando el pinfall decisivo sobre Shibutani. El 23 de diciembre, las Shirais perdieron el Campeonato Mundial de Parejas Femenino TLW contra Misaki Ohata y Moeka Haruhi. El 30 de mayo de 2010, Io ingresó al torneo Catch the Wave 2010. Después de tres victorias y una derrota, Shirai terminó empatada en la parte superior de su bloque, pero fue eliminada del torneo el 10 de agosto, luego de ser derrotada en una lucha de desempate por Ryo Mizunami.

#### Triple Tails (2010-2011)
El 19 de junio del mismo año, las hermanas Shirai formaron la alianza conocida como Triple Tails junto a Kana, derrotando a Ayumi Kurihara, Hikaru Shida y Yoshiko Tamura en su primer partido juntas en un evento de lucha NEO Japan Ladies Pro. Como resultado, las Shirais recibieron una oportunidad por el NEO Tag Team Championship, de Kurihara y Tamura el 4 de julio, pero fueron derrotados por los campeones defensores. El 1 de agosto, Io se asoció con Kana para obtener otra oportunidad al título, pero fueron nuevamente derrotados por Kurihara y Tamura. Triple Tails volvió a su forma de ganar el 29 de agosto al derrotar a Asami Kawasaki , Hikaru Shida y Nagisa Nozaki en un combate por equipos de seis mujeres. El 19 de diciembre, Triple Tails hizo su debut como una unidad para Pro Wrestling Wave, derrotando a Cherry, Gami y Tomoka Nakagawa en un evento principal del equipo de seis mujeres.
El 29 de enero de 2011, los Shirais hicieron su debut para Smash , cuando Triple Tails atacó a Yusuke Kodama y Makoto después de sus luchas, con el trío siendo ambos veces expulsado del ring por Tajiri. El 13 de febrero, Triple Tails produjo su primer evento propio, donde las hermanas Shirai lucharon contra el equipo masculino Momo no Seishun Tag (Atsushi Kotoge y Daisuke Harada) saliendo derrotadas. El 25 de febrero, las Shirais hicieron su debut en Smash en Smash.14, donde se unieron con Kana para derrotar a Ken Ohka, Tajiri y Yoshiaki Yago en un combate intergénero de equipo de seis personas. En marzo, Triple Tails participó en la serie Primavera Samba Series de Osaka Pro Wrestling, quedando invicto en seis partidos por equipo de etiqueta por persona durante la duración de la gira. El 30 de abril en Smash.16, Triple Tails fueron derrotadas por Makoto, Serena Deeb y Syuri. El 3 de mayo en Smash.17, las hermanas Shirai fueron derrotadas en un combate por equipos por Hikaru Shida y Syuri. El segundo evento de Triple Tails tuvo lugar el 8 de mayo, donde Io, Mio y Kana derrotaron a Akino, Kagetsu y Syuri en el evento principal.
El 23 de julio, Triple Tails realizó una conferencia de prensa para anunciar que después del tercer evento de producción, que el 18 de septiembre Io dejaría al equipo para dedicarse a su carrera individual. El 21 de agosto, Triple Tails hizo su debut para Oz Academy, derrotando al trío conformado por Ayumi Kurihara, Hiren y Yumi Ohka. El 14 de septiembre, Triple Tails derrotó a Cherry, Moeka Haruhi y Shuu Shibutani en la última aparición del grupo en Pro Wrestling Wave. Cuatro días más tarde, Triple Tails derrotó a Dash Chisako, Ryo Mizunami y Sendai Sachiko en su tercer y último evento juntas.

### World Wonder Ring Stardom (2011–2018)

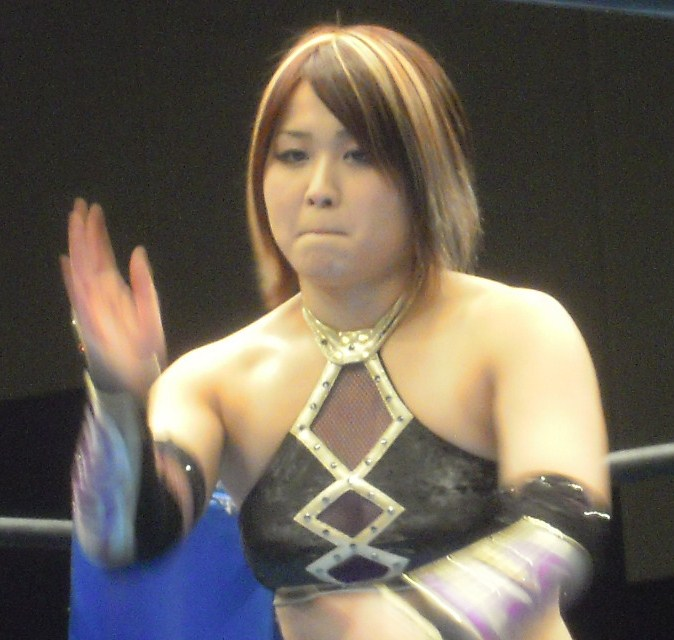
Odate en 2010.

Después de dejar Triple Tails, Shirai debutó en World Wonder Ring Stardom el 14 de agosto del 2011, cuando formó equipo con Nanae Takahashi para derrotar a Yoko Bito y Yuzuki Aikawa en una lucha por parejas, al hacerle el pin a Aikawa para después retarla por el Wonder of Stardom Championship. Shirai continuó haciendo equipo con Takahashi todo el mes, después de salir derrotada por Aikawa en el Wonder of Stardom Championship el 25 de septiembre. El 10 de octubre, Shirai y Takahashi entraron al Goddesses of Stardom Tag League. Cuando concluyó dos semanas más tarde, Shirai y Takahashi finalizaron con un récord de una victoria y dos derrotas, por lo que no avanzaron más. En enero de 2012, Shirai formó el Planet stable con Arisa Hoshiki, Mayu Iwatani y Natsumi Showzuki. El 4 de marzo, Shirai produjo su propio evento independiente llamado: Carino!, en celebración de su quinto aniversario en la lucha libre, durante la celebración anunció que formaría parte de Stardom, acabando sus días como luchadora independiente. En el evento principal de la noche, Shirai formó equipo con Dark Angel, de quien se había hecho amiga durante su paso por México, para derrotar a Miho Wakizawa y Nanae Takahashi. El 25 de marzo, Shirai salió derrotada por Natsuki☆Taiyo, a quien había retado para ir por el High Speed Championship. El 22 de abril, Shirai, Arisa Hoshiki y Natsumi Showzuki llegaron a las finales en un six-woman tag team tournament, para determinar al mejor equipo de Stardom, sin embargo fueron eliminadas por Nanae Gundan (Miho Wakizawa, Yuuri Haruka y Nanae Takahashi).
Después de su arresto por posesión de drogas en mayo de 2012, Shirai regresó el 22 de julio, formando parte del Stardom Rumble para determinar a las últimas cuatro participantes del 5★Star GP2012 tournament. Shirai anotó la última eliminación de la lucha, después de aplicarle el pin a su compañera de equipo Mayu Iwatani, logrando calificar para el torneo. Shirai terminó el torneo, que se celebró del 19 de agosto al 30 de septiembre, con dos victorias, un empate y una derrota, sin poder avanzar a la final El 27 de octubre, Shirai y Mayu Iwatani ingresaron a la Goddesses of Stardom Tag League 2012 bajo el nombre de equipo "Thunder Rock", derrotando a los finalistas del año anterior, Kawasaki Katsushika Saikyou Densetsu (Natsuki ☆ Taiyo y Yoshiko) en su lucha de ida y vuelta de round-robin. Sin embargo después de perder sus dos round-robin matches, Shirai e Iwatani no lograron calificar para la final del torneo. Shirai acabó el 2012 perdiendo ante Kyoko Kimura el 24 de diciembre, la ganadora tendría el derecho de ir por cualquier campeonato de Stardom. El 14 de enero de 2013, Shirai con Mayu Iwatani y Natsumi Showzuki, entraron al torneo para determinar a las primeras Artist of Stardom Champions. Sin embargo fueron eliminadas por el Team Shimmer (Kellie Skater, Portia Perez y Tomoka Nakagawa). seis días después, Shirai e Iwatani fueron derrotadas por Kawasaki Katsushika Saikyou Densetsu (Natsuki☆Taiyo y Yoshiko) por el Goddess of Stardom Championship.
El 24 de marzo de 2013, Shirai derrotó a Kaori Yoneyama en las semifinales y a Dark Angel en la finales, convirtiéndose en la contendiente #1 por el World of Stardom Championship en el más grande evento de Stardom en la historia para el 29 de abril en Ryōgoku Kokugikan. Shirai se enfrentó a la World of Stardom Champion, Alpha Female, por primera vez el 31 de marzo, Io Shirai y Dark Angel fueron derrotadas por Kyoko Kimura y la campeona, quien aplicó el pin sobre Shirai para llevarse la victoria. El 29 de abril en Ryōgoku Cinderella, Shirai derrotó a Alpha Female para convertirse en la tercera World of Stardom Champion. Shirai defendió con éxito el campeonato el 2 de junio contra Yoshiko. El 17 de agosto, Shirai derrotó a Kyoko Kimura para su segunda defensa titular. Desde el 25 de agosto hasta el 23 de septiembre, Shirai tomó parte en el 5★Star GP2013, terminando con un récord de 3 victorias, una derrota y un empate, el último día tuvo un empate con la novata Takumi Iroha, costándole su lugar en la final. Shirai e Iroha formaron alianza para el Goddesses of Stardom Tag Tournament 2013, pero fueron eliminadas en la primera ronda el 20 de octubre por Kairi Hojo y Nanae Takahashi. La lucha titular entre Shirai y Takahashi tomo lugar el 4 de noviembre en el evento #100 de Stardom, donde Shirai salió victoriosa con un solo segundo de los 30 minutos que marcaban el límite del combate, siendo esa su tercera defensa exitosa. Antes de la lucha, Shirai le ofreció una oportunidad contra ella a la luchadora de JWP Joshi Puroresu wrestler, Arisa Nakajima. Nakajima aceptó el reto con la condición de que primero pudiera recuperar el JWP Openweight Championship. El 16 de diciembre, el día antes de su lucha con Nakajima, esta recuperó el campeonato, por lo que la lucha titular entre Shirai y Nakajima ahora sería por el World of Stardom y el JWP Openweight Championships, para el 29 de diciembre. La lucha fue limitada a 30 minutos de duración máximo, por lo que ambas retuvieron. antes de la lucha, Shirai fue retada por la campeona del High Speed Champion, Natsuki☆Taiyo. La lucha tomaría lugar en los premios anuales de Stardom, ese mismo día antes de la lucha, Shirai fue nombrada la promotion's MVP de 2013.
El 26 de enero de 2014, en el evento del tercer aniversario de Stardom, Shirai derrotó a la High Speed Champion Natsuki☆Taiyo, en una lucha donde solo esta en juego el World of Stardom Championship, esta victoria marcaría su quinta defensa titular. Cerca del primer aniversario de su victoria en el World of Stardom Championship, Shirai prometió romper los récords de Nanae Takahashi tanto para el reinado más largo (602 días), así como para el mayor número de defensas titulares exitosas (siete), al mismo tiempo anunciaba que aceptaba desafíos de todo el mundo. Shirai hizo su sexta defensa titular exitosa en contra de Cheerleader Melissa el 16 de marzo, y la séptima en contra de Alpha Female el 29 de abril. El 6 de mayo, Shirai se convierte en doble campeona en Stardom, cuando derrotó a la luchadora semirretirada Natsuki☆Taiyo por el High Speed Championship. El 17 de mayo, Shirai rompió el récord con 8 defensas exitosas del World of Stardom Championship después de derrotar a Star Fire en Lucha Fan Fest 7, que se llevó a cabo en la Ciudad de México. En su regreso a Stardom, Shirai derrotó a Takumi Iroha el 1 de junio, marcando su novena defensa exitosa. Después de eso le ofreció una oportunidad a Meiko Satomura, quien la derrotó en un combate sin el título en juego el evento Sendai Girls 'Pro Wrestling, el 26 de abril. El 10 de julio, Shirai derrotó a Satomura, en su décima defensa exitosa. El 20 de julio, Shirai tuvo la oportunidad de lograr ser la primera Campeona Triple Corona de Stardom, pero ella y Takumi Iroha, conocidas colectivamente como "Heisei Star", fracasaron en su intento de capturar el Goddess of Stardom Championship, que pertenecía a Kimura Monster-gun (Alpha Female y Kyoko Kimura). El 10 de agosto, Shirai perdió el World of Stardom Championship ante Yoshiko, terminando su reinado de 468 días y 10 defensas exitosas.

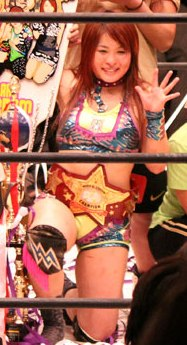
Masami como la World of Stardom Champion en 2014.

Después de su enfrentamiento en el World of Stardom Championship, Shirai y Yoshiko acordaron formar una nueva asociación, a la que también se unió Mayu Iwatani, Reo Hazuki y Takumi Iroha. Las 5 nacidas en la Era Heisei, empezando una rivalidad contra las luchadoras nacidas en la Era Shōwa, quienes eran encabezadas por Nanae Takahashi. Del 24 de agosto al 23 de septiembre, Shirai tomo parte en ee 5★Star GP 2014. Después de tres victorias y dos derrotas, Shirai avanzó a las finales, donde derrotó a Yoshiko para finalmente ganar el torneo. El 3 de noviembre, Yoshiko y Shirai, se hicieron llamar "Heisei-gun" ("Armada Heisei"), desafiaron sin éxito a Nanae Takahashi y Kairi Hojo de Shōwa-gun ("Armada Shōwa") y para el Goddess of Stardom Championship. Más tarde ese mes, Shirai y Mayu Iwatani llegaron a la final del Goddesses of Stardom Tag League 2014, pero fueron derrotadas por Hojo y Takahashi. El 24 de noviembre, Shirai tuvo su primera defensa exitosa del High Speed Championship ante la integrante de Shōwa-gun, Koguma. El 7 de diciembre, Shirai de nueva cuenta se vuelve doble campeona, cuando ella y sus compañeras de Heisei-gun, Mayu Iwatani y Takumi Iroha derrotaron a Tomodachi Mania (Hatsuhinode Kamen, Kaori Yoneyama y Tsubasa Kuragaki) para ganar el Artist of Stardom Championship. El 14 de febrero, Shirai sería partícipe del evento independiente que su hermana organizó, llamado M.I.O event, Io Shirai derrotó a Mio Shirai en el evento principal de la noche, siendo su primera lucha juntas después de 3 años. El 22 de febrero, Shirai perdió el High Speed Championship ante Koguma in su tercera defensa. El 29 de marzo, después de la suspensión de Yoshiko de Stardom, Shirai entró a un four-woman tournament, para determinar la nueva World of Stardom Champion. Después de derrotar a Takumi Iroha, avanzó a las finales del tornero, donde fue derrotada por Kairi Hojo. El 14 de abril, Heisei-gun fue despojado del Artist of Stardom Championship, después de la lesión de rodilla de Iroha El 6 de mayo, Shirai e Iwatani first derrotaron a Oedo Tai (Kris Wolf y Star Fire), y después a Candy Crush (Chelsea Diamond y Kairi Hojo) ganando el torneo del vacante Goddess of Stardom Championship. El 17 de mayo, Shirai derrotó Nikki Storm en un combate para ganar el vacante Wonder of Stardom Championship, convirtiéndose en la primera luchadora en haber ganado los cinco campeonatos de Stardom.
Antes del inminente retiro de Mio Shirai de la lucha libre profesional, debutó en Stardom el 26 de julio para luchar contra lo que se llamó "La última lucha de las hermanas Shirai juntas", donde Las Shirais derrotaron a Hiroyo Matsumoto y Mayu Iwatani. El 23 de septiembre, Shirai e Iwatani rompieron el récord a la mayor racha de defensas exitosas con el Goddess of Stardom Championship, derrotando a Dash Chisako y Sendai Sachiko, en su cuarta defensa. El 17 de octubre, Shirai derrotó a Mia Yim en Covina, California, durante el Tour americano de Stardom, para ganar su sexta defensa titular del Wonder of Stardom Championship. Durante el segundo evento en Baldwin Park, California dos días después, Shirai e Iwatani ganaron su quinta defensa del Goddess of Stardom Championship al derrotar a Hiroyo Matsumoto y Kellie Skater. El 8 de noviembre, Shirai e Iwatani ganaron el Goddesses of Stardom Tag Tournament 2015, derrotando a Alex Lee y Kaori Yoneyama en la primera ronda, y en la final a Hiroyo Matsumoto y Santana Garrett, marcando su sexta defensa exitosa del Goddess of Stardom Championship. Después de 7 defensas exitosas, Shirai perdió el Wonder of Stardom Championship ante Santana Garrett el 23 de noviembre, en la lucha también estaba en juego el campeonato de Garrett, el cual era el NWA World Women's Championship. El 7 de diciembre, Tokyo Sports voto por Shirai como la joshi wrestler of the year sobre Kairi Hojo, Meiko Satomura y Saki Akai.
El 23 de diciembre, Shirai derrotó a Meiko Satomura para convertirse en al primera campeona en ganar dos veces el World of Stardom Champion. Mientras tanto, Thunder Rock continuó su reinado como las Goddess of Stardom Champions, derrotando al equipo de novatas, compuesto por Jungle Kyona y Momo Watanabe el 10 de enero de 2016, para su séptima defensa exitosa. El 17 de enero, Shirai hace su primera defensa exitosa del World of Stardom Championship ante Kairi Hojo. El 28 de febrero, Shirai se convirtió en triple campeona, cuando ella, Iwatani y Kairi Hojo conocidas como "Threedom", derrotaron a Evie, Hiroyo Matsumoto y Kellie Skater para ganar el Artist of Stardom Championship. En abril, Shirai, junto a Iwatani y Hojo, fueron a los Estados Unidos de América del Norte, para formar parte de eventos hechos por Lucha Underground y Vendetta Pro Wrestling donde se alió con Black Lotus, Hojo e Iwatani para formar "The Black Lotus Triad", derrotando así a Pentagón Dark en una Gauntlent Match. El 15 de mayo, Shirai derrotó a Iwatani para su cuarta defensa exitosa del World of Stardom Championship. más tarde el mismo mes, las luchadoras de Stardom comenzaron un tour por Europa, durante este tour se dio a conocer el Stardom World Association (SWA) World Championship. El 21 de mayo, Shirai derrotó en primera instancia a Kay Lee Ray, después a Dragonita en las semifinales y a Toni Storm en las finales, para así ganar el torneo y convertirse en la campeona inaugural. Después de establecer récords tanto para el reinado más largo como para las defensas de título más exitosas, Shirai e Iwatani perdieron el Goddess of Stardom Championship ante Kagetsu y Kyoko Kimura en la undécima defensa titular el 16 de junio. El 24 de julio, Shirai perdió el SWA World Championship ante Toni Storm en su tercera defensa titular. Al siguiente día, Shirai anunció que estaba siendo sometida a una cirugía de cóccix, pero solo se esperaba perder un mes de acción en el ring. El 2 de octubre, Threedom perdió el Artist of Stardom Championship ante Oedo Tai (Hana Kimura, Kagetsu y Kyoko Kimura) en su tercera defensa. El 11 de noviembre, Thunder Rock llegó a las finales del Goddesses of Stardom Tag League 2016. Después de perder ante Kairi Hojo y Yoko Bito, Shirai traicionó a Iwatani, dejando a Thunder Rock y Threedom, anunciando su nueva alianza con una mujer enmascarada.
El 20 de noviembre, Shirai y su nueva compañera, ahora conocidas como "HZK", se unieron a Momo Watanabe, quien traicionó a Mayu Iwatani durante una lucha en equipos. El nuevo stable dirigido por Shirai fue posteriormente denominado "Queen's Quest". El 14 de diciembre, Shirai fue galardonada con su segundo y consecutivo joshi wrestler of the year por Tokyo Sports. Shirai cerró su año al hacer su novena defensa exitosa del World of Stardom Championship contra su excompañera de equipo, Mayu Iwatani el 22 de diciembre. El 7 de enero de 2017, Queen's Quest se convirtieron en las nuevas Artist of Stardom Champions después de derrotar a Oedo Tai (Kagetsu, Kyoko Kimura y Viper) por el título vacante. El 11 de febrero, después de que Momo Watanabe había sido dejada de lado por su lesión, Azumi se convirtió en la nueva miembro del Queen's Quest, adoptando el nombre de ring "AZM". El 23 de febrero, Shirai hizo su undécima defensa exitosa del World of Stardom Championship contra Shayna Baszler, rompiendo su propio récord del mayor número de defensas del título. El 9 de marzo, Shirai celebró su décimo aniversario en la lucha libre profesional con un evento especial, en el que formó equipo con Meiko Satomura y derrotó a Chihiro Hashimoto y Mayu Iwatani en el evento principal. El 9 de abril, Queen's Quest fueron despojadas del Artist of Stardom Championship por la lesión de Watanabe. Queen's Quest, ahora representada por Shirai, AZM y HZK, recuperó el título seis días después al derrotar a Oedo Tai (Hana Kimura, Kagetsu y Rosa Negra) en las finales del torneo. Ellas perdieron el campeonato ante Hiromi Mimura, Kairi Hojo and Konami en su primera defensa el 6 de mayo, solo para recuperarlo el 4 de junio. Perdieron el título de Team Jungle (Hiroyo Matsumoto, Jungle Kyona y Kaori Yoneyama) en su primera defensa el 17 de junio. Después de un reinado de 18 meses con un récord de 14 defensas de título exitosas, Shirai perdió el World of Stardom Championship ante la Wonder of Stardom Champion Mayu Iwatani el 21 de junio. Al día siguiente, Shirai anunció que estaba yendo a un hiato indefinido para someterse a tratamiento por una lesión en el cuello. Ella había sufrido la lesión al recibir un piledriver de Toni Storm durante su lucha por el World of Stardom Championship, el 14 de mayo.
Shirai regresó de su lesión el 30 de julio, ofreciéndole a Viper (quien era miembro de Oedo Tai), un lugar en Queen's Quest, después de que Viper aceptara la oferta, Shirai prometió recuperar el Artist of Stardom Championship y ganar el 5★Star GP 2017 El 13 de agosto, Shirai, HZK y Viper recuperaron el Artist of Stardom Championship al derrotar a Matsumoto, Kyona y Yoneyama. El 19 de noviembre, Shirai derrotó a Yoko Bito para ganar el Wonder of Stardom Championship por segunda ocasión. El 14 de diciembre, Shirai se convirtió en el primer luchador de la historia en ganar tres premios consecutivos a la luchadora del año por Tokyo Sports.
El 23 de mayo, Shirai perdió el Campeonato Wonder of Stardom ante Momo Watanabe en su duodécima defensa del título. El 29 de mayo de 2018, Stardom anunció la salida de Shirai después de su última lucha el 17 de junio.

### WWE (2017–presente)

#### Mae Young Classic (2017-2018)
En octubre de 2016, el boletín informativo de Wrestling Observer Newsletter informó que tanto Shirai como Kairi Sane habían sido contactadas por WWE y les ofrecieron contratos en WWE a partir de 2017. Según se reportó, Shirai le notificó a la gerencia de Stardom que había aceptado la oferta. En marzo de 2017, Shirai participó en una prueba de WWE en el WWE Performance Center en Orlando, Florida. No se suponía que su prueba se hiciera pública, pero debido a un problema de comunicación, apareció en el sitio web oficial de WWE en un artículo que fue retirado poco después. Después de la prueba, Shirai confirmó que se le había ofrecido un contrato.

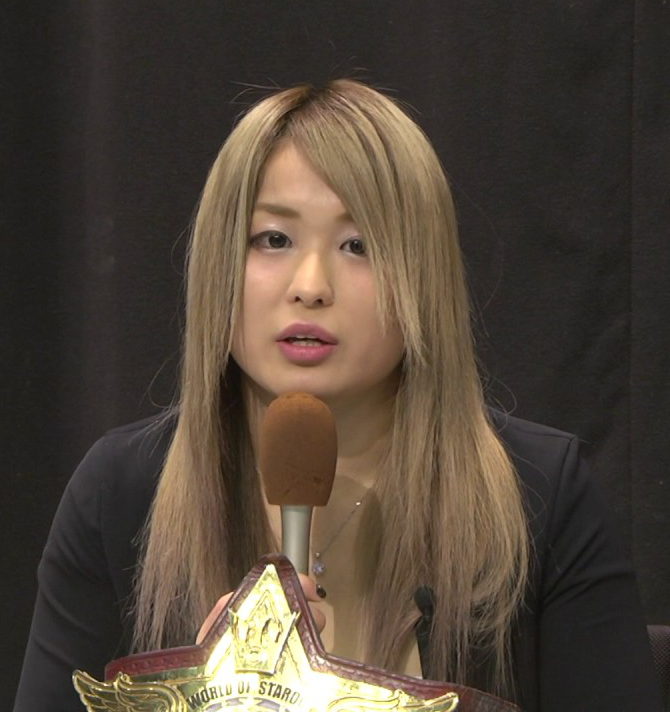
Shirai en 2017.

El 15 de mayo de 2017, Dave Meltzer del Wrestling Observer Newsletter informó que Shirai había aceptado la oferta de contrato de WWE. Al mes siguiente, se informó que en un examen médico de WWE había descubierto una lesión en el cuello que retrasaría el debut en WWE de Shirai. En agosto, Meltzer informó que al igual que los médicos habían despejado a Shirai para regresar a los cuadriláteros, WWE había rescindido su oferta de contrato, señalando que la compañía tenía una "regla general de no querer traer un nuevo talento que tiene problemas de conmoción cerebral o problemas de cuello". Más tarde se informó que el examen médico también había encontrado un problema con el corazón de Shirai. Los médicos japoneses habían despejado a Shirai tanto para su corazón como en el cuello, pero los documentos de WWE sugirieron pasar por firmarlo. Seis meses después, el 28 de mayo de 2018, Tokyo Sports informó que Shirai estaba en conversaciones con WWE. El 29 de mayo, Shirai anunció que dejaría Stardom.
Shirai hizo su primera aparición oficial para la promoción el 30 de junio en un house show de WWE en el Ryōgoku Kokugikan, donde se anunció que había firmado con la promoción y competiría en su territorio de desarrollo, NXT. En julio, se anunció que Shirai participará en el segundo torneo Mae Young Classic. El 8 de agosto, Shirai derrotó a Xia Brookside en la primera ronda del torneo en su combate debut en WWE. Al día siguiente, el 9 de agosto, Shirai derrotó a Zeuxis en la segunda ronda, Deonna Purrazzo en los cuartos de final y Rhea Ripley en las semifinales para avanzar a la final del torneo, que tuvo lugar en WWE Evolution, el 28 de octubre, donde Shirai fue derrotada por Toni Storm.

#### NXT (2018-2022)
En su primera aparición para NXT, Shirai debutó el 17 de noviembre, en el evento NXT TakeOver: WarGames donde ella y Dakota Kai salvaron a su mejor amiga Kairi Sane durante su combate con Shayna Baszler de un asalto de sus aliadas Jessamyn Duke y Marina Shafir. En el episodio del 19 de diciembre de NXT, en lo que fue su debut televisivo, Shirai se asoció con Kai cuando los dos derrotaron a Duke y Shafir en una lucha por equipos, y debido a su victoria, una semana después, Shirai compitió en un fatal–four-way match para determinar la contendiente número uno por el Campeonato Femenino de NXT, sin embargo, el combate fue ganado por Bianca Belair. Poco después, con Kai fuera de juego por una lesión, Shirai continuó formando equipo con Sane, formando un equipo conocido como "Las Piratas del Cielo" mientras continuaba derrotando a varios equipos.

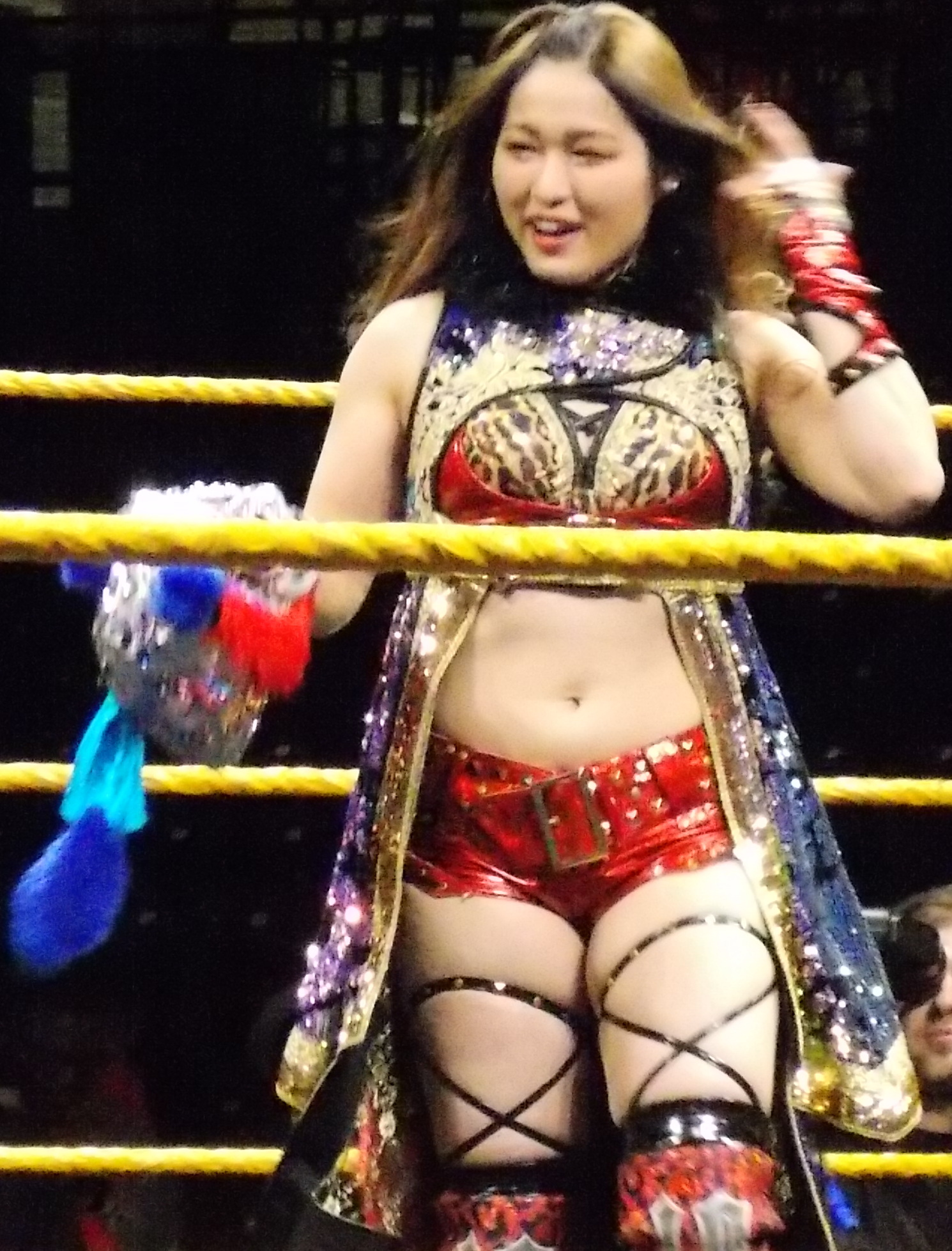
Shirai en 2019.

El 5 de abril de 2019, en NXT TakeOver: New York, Shirai y Sane participaron en una fatal–four-way match por el Campeonato Femenino de NXT, sin embargo, ambas no lograron capturar el título ya que Baszler envió a Bianca Belair para retener el título. Solo seis días después, el 11 de abril (episodio transmitido en cinta con retraso el 17 de abril), Shirai interfirió en la revancha de Sane con Baszler y la atacó mientras buscaba lastimar a Sane, lo que resultó en una pérdida por descalificación para Sane. Como resultado, a Sane ya no se le permitió competir por el Campeonato Femenino de NXT, lo que era una forma de descartarla de la marca.
Tras el movimiento al roster principal de Sane y la disolución de Las Piratas del Cielo, Shirai continuó su enemistad con Baszler, Duke y Shafir mientras los tres la atacaban continuamente. Esto finalmente llevó a una lucha por el título entre Shirai y Baszler por el Campeonato Femenino de NXT en NXT TakeOver: XXV el 1 de junio. En el evento, Shirai no logró derrotar a Baszler, a pesar de la interferencia y el ataque de Candice LeRae a Duke y Shafir. Unas semanas más tarde, en el episodio del 26 de junio de NXT, Shirai recibió una revancha contra Baszler en un steel cage match, sin embargo, una vez más no logró capturar el título. Después del combate, Shirai atacó a LeRae (quien una vez más eliminó a Duke y Shafir) ella misma, cambiando a heel por primera vez en su carrera en WWE. En el verano, Shirai desarrolló una nueva imagen, usando un nuevo tema de entrada y vistiendo cuero negro y continuó su rivalidad con LeRae. La historia entre los dos culminó en un combate en NXT TakeOver: Toronto el 10 de agosto, que Shirai ganaría por rendición.
En noviembre, Shirai fue anunciada como una de las participantes en el primer WarGames Match femenino como parte del equipo de Shayna Baszler que estaba peleando con Rhea Ripley. En TakeOver: War Games, el 23 de noviembre, el equipo de Baszler perdió ante Ripley y Candice LeRae, a pesar de tener una ventaja numérica de 2 contra 4.
Durante una lucha contra Toni Storm en el episodio del 22 de enero de 2020 de NXT, Shirai sufrió una lesión menor que la mantuvo fuera de acción durante dos meses. Regresó en el episodio del 25 de marzo en NXT, derrotando a Aliyah y también calificando para una lucha de escaleras de contendiente número uno.
En el episodio del 8 de abril de NXT, Shirai ganó el combate de escalera por una oportunidad contra la nueva Campeona Femenina de NXT, Charlotte Flair. Recibió su lucha por el título en el episodio del 6 de mayo de NXT, que ganó por descalificación cuando Flair la atacó con un palo de kendo. A lo largo de mayo, Shirai entró en una historia con Flair y Ripley (a quienes Flair derrotó para ganar el título en WrestleMania 36), que llevó a una lucha de triple amenaza en TakeOver: In Your House. En el evento, el 7 de junio, Shirai derrotó a Flair y Ripley para ganar el Campeonato Femenino de NXT, marcando su primera victoria en el título en WWE. Durante el verano, Shirai cambiaría a tweener y defendería con éxito su título contra Tegan Nox y Dakota Kai. En septiembre, Shirai renovó su rivalidad con Candice LeRae. Su enemistad provocó dos peleas por el título, incluida la primera lucha de tables, ladders and scares match, en la que Shirai pudo retener su título.
El 14 de febrero de 2021, en NXT TakeOver: Vengeance Day Shirai derrotó a Mercedes Martinez y Toni Storm para retener el título. El 10 de marzo, en un episodio de NXT Shirai reto a Storm el cual logró retener exitosamente. El 7 de abril en el evento principal de la noche 1 en NXT TakeOver: Stand & Deliver, finalizaría su feudo con Raquel González donde esta última se llevaría la victoria para así, Shirai perder el título. Terminando su reinado con 304 días totales siendo el tercer reinado más largo de dicho título.
Shirai hizo su regreso en NXT el 8 de junio atacando a Candice LeRae tras esta confrontar a la cantante Poppy. En las semanas siguientes Shirai se alió a Zoey Stark como un equipo. El 29 de junio en el episodio de NXT, ellas ganaron en una triple amenaza una oportunidad para los Campeonatos Femeninos de Pareja de NXT. En donde en The Great American Bash Shirai y Stark derrotarían a The Way (Candice LeRae y Indi Hartwell) para obtener los títulos. El 7 de septiembre llevarían a cabo su primera defensa derrotando al equipo de Kacy Catanzaro y Kayden Carter.
En el episodio del 7 de septiembre de NXT, defendieron con éxito los campeonatos ante el equipo de Kacy Catanzaro y Kayden Carter. Haciendo lo propio ante Toxic Attraction (Gigi Dolin y Jacy Jayne) en el episodio del 28 de septiembre. En Halloween Havoc, Shirai y Stark perdieron los campeonatos en una triple amenaza de duplas en una lucha tipo Scareway to Hell Ladder (en la que también estaban involucradas Indi Hartwell y Persia Pirotta) contra Toxic Attraction (Dolin y Jayne), finalizando su reinado a los 111 días. En WarGames, Shirai se asoció con Cora Jade, Kay Lee Ray y Raquel González para derrotar al equipo de Dakota Kai y Toxic Attraction (Dolin, Jayne y Rose) en un combate tipo WarGames. En 2022, Shirai se alió con Kay Lee Ray después de salvar a esta última del ataque de Toxic Attraction. Como equipo, luego ingresaron al Clásico de parejas de Dusty Rhodes femenino. Derrotaron al equipo de Amari Miller y Lash Legend en la primera ronda, Kacy Catanzaro y Kayden Carter en las semifinales y al conformado por Wendy Choo y Dakota Kai en la final. Posteriormente Shirai y Ray decidieron desafiar a Mandy Rose por el Campeonato Femenil de NXT en Stand & Deliver en lugar de los títulos de parejas de Dolin y Jayne, convirtiendo el combate en una amenaza cuádruple en la que también estaba involucrada Cora Jade, sin embargo, salió derrotada. Después estuvo de baja debido a una lesión.

#### Damage CTRL (2022-2025)
El 30 de julio, Shirai hizo su regreso después de haber estado lesionada, esto en SummerSlam junto a Bayley y Dakota Kai, con las tres siendo aliadas y confrontando a la Campeona Femenina de Raw, Bianca Belair. Shirai fue presentada con el nuevo nombre de Iyo Sky y se unió a la marca Raw como heel (ruda). En el siguiente episodio de Raw, el trío atacó a Becky Lynch, Alexa Bliss y Asuka. El combate debut de Sky fue contra Belair y fue no titular, el cual resultó sin ganadora debido a una interferencia de Asuka, Bliss, Kai y Bayley, al entrar al ring y comenzar una pelea. La semana siguiente, el trío retó a Asuka, Belair y Bliss a un combate entre equipos en Clash at the Castle. Sky y Kai luego participaron en el Torneo por los Campeonatos Femeninos en Parejas y ganaron la primera ronda y las semifinales, pero no lograron obtener la victoria en las finales, y por ende no obtuvieron los títulos. En Clash at the Castle, el stable de Sky, Bayley, y Kai fue bautizado como Damage Control y ganaron el combate. En el episodio del 12 de septiembre de Raw, Sky y Kai derrotaron a las Campeonas Femeninas en Parejas, Aliyah y Raquel Rodríguez en una revancha, para de esta forma ganar los campeonatos. En el episodio del 31 de octubre de Raw, perdieron los títulos ante Asuka y Bliss. Sky y Kai recuperaron los campeonatos en Crown Jewel, donde se enfrentaron a las campeonas en una revancha. El 26 de noviembre en Survivor Series WarGames, Damage CTRL, Rhea Ripley, y Nikki Cross perdieron ante Belair, Asuka, Bliss, Mia Yim, y Becky Lynch en un combate de estipulación WarGames.
El 28 de enero de 2023, Sky participó en el Royal Rumble femenino, en el evento titular. Eliminó a cinco luchadoras, cuatro de las cuales fueron sacadas por ella, Bayley, y Kai, antes de ser eliminada por Lynch. En el episodio del 27 de febrero de Raw, Sky y Kai perdieron sus títulos ante Lynch y Lita; terminando su segundo reinado con 114 días. El 6 de marzo, ella, Kai y Bayley fueron retadas por Lynch, Lita y Trish Stratus, quien le ayudo a estas dos últimas a capturar los títulos, a una lucha por equipos de tres contra tres en WrestleMania 39, la cual aceptaron. El 1 de abril en la noche 1 del evento, su equipo perdió, además de marcar el debut de Sky en WrestleMania.

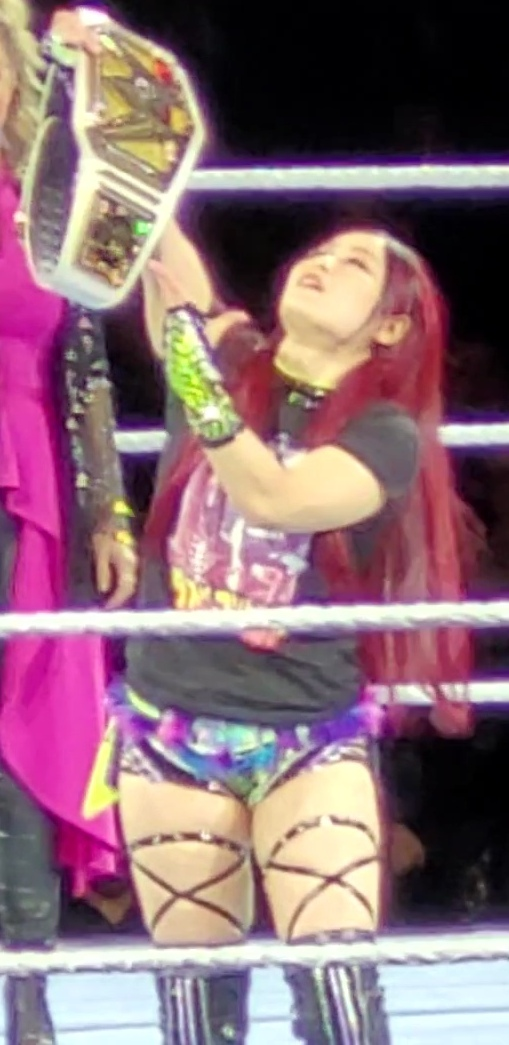
Sky como Campeona Femenina de WWE, en octubre de 2023.

En el episodio del 10 de abril de Raw, Sky ganó una de triple amenaza al derrotar a Yim y Piper Niven, y obtuvo un combate por el título contra la campeona femenina de Raw Bianca Belair en Backlash. Como parte del Draft 2023, fue trasladada junto a sus compañeras de Damage CTRL a la marca SmackDown. Más tarde en Backlash, fracasó en su intento de arrebatarle el cinturón a Belair al caer derrotada. En el episodio del 9 de junio de SmackDown, Sky derrotó a Shotzi para clasificar a la lucha de escaleras por el maletín de Money in the Bank femenino. El 1 de julio, en el evento, Sky ganó el contrato de Money in the Bank, otorgándole un combate de su elección por el Campeonato Femenino de WWE, o el Campeonato Mundial Femenino. Durante la contienda, Bayley interrumpió a Sky mientras intentaba capturar el maletín de Money in the Bank. En represalia, Sky esposó a Bayley y Becky Lynch juntas, antes de descolgar el maletín. En SummerSlam, Sky canjeó su contrato Money in the Bank contra Bianca Belair, después de que esta última se enfrentara a Asuka y Charlotte Flair en una triple amenaza. Sky derrotó a Belair y ganó su primer Campeonato Femenino de WWE. El 7 de octubre en Fastlane, Sky tuvo su primera defensa titular exitosa en una triple amenaza ante Asuka y Flair. El 4 de noviembre en Crown Jewel, retuvo su título contra Belair, con ayuda de la redebutante Kairi Sane. En Survivor Series WarGames, Damage CTRL perdió ante Belair, Flair, Becky Lynch, y Shotzi en una lucha de estilo WarGames.
El 5 de enero de 2024, en SmackDown: New Year's Revolution, defendió su título exitosamente ante Michin. En el episodio del 2 de febrero de SmackDown, Bayley confrontó a Iyo, Kairi y Asuka después de escucharlas hablar sobre ella a sus espaldas. Posteriormente, las tres la atacaron. Sin embargo, logró defenderse exitosamente de la emboscada, para después elegirla a ella como su oponente a enfrentar en WrestleMania XL por el Campeonato Femenino de WWE. El 7 de abril en la segunda noche de dicho evento, Bayley la derrotó para capturar el título, terminando su reinado a los 246 días.
En el episodio del 29 de abril de 2024 de Raw, durante la segunda noche del Draft de WWE, ella y sus compañeras de Damage CTRL, Asuka, Kairi y Dakota, fueron trasladadas a la antedicha marca. En el episodio del 6 de mayo de Raw, derrotó a Natalya para avanzar a los cuartos de final del torneo Queen of the Ring, y una semana después hizo lo mismo al vencer a Shayna Baszler para progresar a las semifinales, donde finalmente fue derrotada por Lyra Valkyria. En el episodio del 17 de junio de Raw, Sky derrotó a Kiana James y Zelina Vega en una triple amenaza clasificatoria a la lucha de escaleras por el maletín Money in the Bank. El 6 de julio en el evento, no logró conseguir ganar el maletín. En el episodio del 29 de julio de Raw, cambió a face junto al resto de Damage CTRL cuando confrontaron al entonces recién formado equipo Pure Fusion Collective; Shayna Baszler, Zoey Stark y Sonya Deville.
Durante los meses posteriores, Sky comenzó a hacer equipo con Sane mientras Asuka y Kai se recuperaban de algunas lesiones. En el episodio del 14 de octubre de Raw, Sky y Sane fallaron tratando de ganar los Campeonatos Femeninos en Parejas de Bianca Belair y Jade Cargill, luego de una distracción propiciada por las miembros de NXT de The Meta-Four (Jakara Jackson y Lash Legend). Esto las llevó a un encuentro por equipos en el episodio del 22 de octubre de NXT, el cual terminó sin ganadoras después de que Chelsea Green y Piper Niven las atacaran a las cuatro. El 2 de noviembre en Crown Jewel, Sky y Sane fallaron intentando ganar los títulos en una lucha fatal de cuatro entre los tres equipos, con Belair aplicando la cuenta sobre Niven para retener. En el episodio siguiente de Raw, Sky ganó una batalla real tras eliminar a la última competidora, Lyra Valkyria, convirtiéndose así en la contendiente principal al Campeonato Mundial Femenino. En el episodio del 18 de noviembre de Raw, se unió al equipo de Rhea Ripley, Bianca Belair, Jade Cargill (después reemplazada por Bayley) y Naomi para enfrentar a Liv Morgan, Raquel Rodríguez, Nia Jax, Tiffany Stratton y Candice LeRae, el 30 de noviembre en un combate WarGames en Survivor Series: WarGames. En el evento, su equipo salió victorioso. En Saturday Night's Main Event del 14 de diciembre, Sky intento sin éxito capturar  el Campeonato Mundial Femenino de Liv Morgan.
El 1 de febrero de 2025, en Royal Rumble, ingresó a la contienda femenina con la primera entrada, en la que eliminó a Sonya Deville, antes de ser sacada por Nia Jax, logrando una duración de 1:06:45. Rompió el récord de Bayley en 2024, pero su récord lo batieron Liv Morgan (1:07:00) y Roxanne Pérez (1:07:47) esa misma noche.
En el episodio del 3 de marzo de Raw, Sky derrotó a Rhea Ripley para ganar el Campeonato Mundial Femenino. Esta victoria convirtió a Sky en la séptima campeona femenina de Grand Slam y la décima campeona femenina de la Triple Corona en la WWE. En el episodio del 31 de marzo de Raw, Sky defendió el título contra Rhea Ripley que tuvo a Bianca Belair como árbitra invitada especial, misma la cual provocó que el combate termine en doble descalificación. Esto dio como consecuencia una lucha de triple amenaza en la segunda noche de WrestleMania 41 el 20 de abril, donde Sky retuvo el título en un combate aclamado por la crítica. En mayo de 2025, se notificó la disolución de Damage CTRL tras el despido de Dakota Kai. En el episodio del 30 de junio, salió a confrontar a Rhea Ripley luego de que ella abriera dicho episodio, Sky declaró que el gerente general de la marca, Adam Pearce, le permitió defender su campeonato en Evolution contra una oponente de su elección y decidió defenderlo contra Ripley, la cual aceptó. No obstante, el 13 de julio de 2025 en Evolution, Sky perdió el título luego de que Naomi la venciera tras canjear con éxito su contrato Money in the Bank mientras su lucha con Ripley estaba en progreso, terminando su reinado a los 132 días.

### Dream Star Fighting Marigold (2024)
El 11 de junio, se anunció que retaría a Utami Hayashishita a una lucha el 13 de julio en Marigold Summer Destiny. En dicho evento, Sky salió victoriosa.

## Personaje luchístico y legado
Es notorio que el personaje luchístico de Shirai está inspirado por Rey Mysterio. En 2016, Dave Meltzer de Wrestling Observer Newsletter se refirió a Shirai y a sus compañeras luchadoras, Kairi Hojo y Mayu Iwatani, como «tres de las mejores luchadoras del mundo».

## Otros medios
En marzo de 2017, Odate apareció como modelo gravure en la revista Weekly Playboy.

### Videojuegos
| Año  | Título        | Notas                                                  | Ref.    |
| ---- | ------------- | ------------------------------------------------------ | ------- |
| 2017 | WWE Mayhem    | Para iOS y Android - como Io Shirai                    | [ 277 ] |
| 2018 | WWE SuperCard | Juego de actualizaciones periódicas para iOS y Android | [ 278 ] |
| 2019 | WWE 2K20      | Como Io Shirai                                         | [ 279 ] |
| 2019 | WWE Universe  | Para iOS y Android - como Io Shirai                    | [ 280 ] |
| 2022 | WWE Champions | Para iOS y Android - como Iyo Sky                      | [ 281 ] |
| 2022 | WWE 2K22      | Como Io Shirai                                         | [ 282 ] |
| 2023 | WWE 2K23      | Como Iyo Sky                                           | [ 283 ] |
| 2024 | WWE 2K24      | Como Iyo Sky                                           | [ 284 ] |

## Vida personal
Shirai estuvo anteriormente en una relación con su compañero luchador profesional Kazushige Nosawa; los dos vivían juntos en Koto, Tokio. Es fanática de Hiroshi Tanahashi y Momoiro Clover Z. Estuvo comprometida con el también luchador, Evil.
El 23 de mayo de 2012, Shirai y Nosawa fueron arrestados en el Aeropuerto Internacional de Narita en Narita, Chiba a su regreso de México bajo sospecha de intentar contrabandear 75 gramos de marihuana, escondidos dentro de pinturas de los dos, al país. Tanto Shirai como Nosawa negaron los cargos, alegando que las pinturas eran regalos de admiradores. Shirai fue liberada de un centro de detención el 12 de junio. El 21 de junio, Shirai celebró una conferencia de prensa en la que se disculpó públicamente con sus fanáticos, empleadores y compañeros de trabajo, mientras que nuevamente negó los cargos. Shirai también reveló que no había considerado la jubilación, pero quería volver a trabajar y recuperar la confianza de sus compañeros y fanes, al tiempo que reveló que ella y Nosawa habían terminado su relación. El 28 de junio, la fiscalía de Japón decidió no procesar a Odate por el incidente. El 9 de julio, el luchador japonés con sede en México Takuya Sugi celebró una conferencia de prensa y confesó haber plantado drogas en Shirai y Nosawa. Según Sugi, Masahiro Hayashi, quien trabajaba como enlace entre AAA y Japón y que tenía un resentimiento personal con Nosawa, le había prometido una extensión de contrato con AAA a cambio de la escritura.

## Campeonatos y logros
- JWP Joshi Puroresu

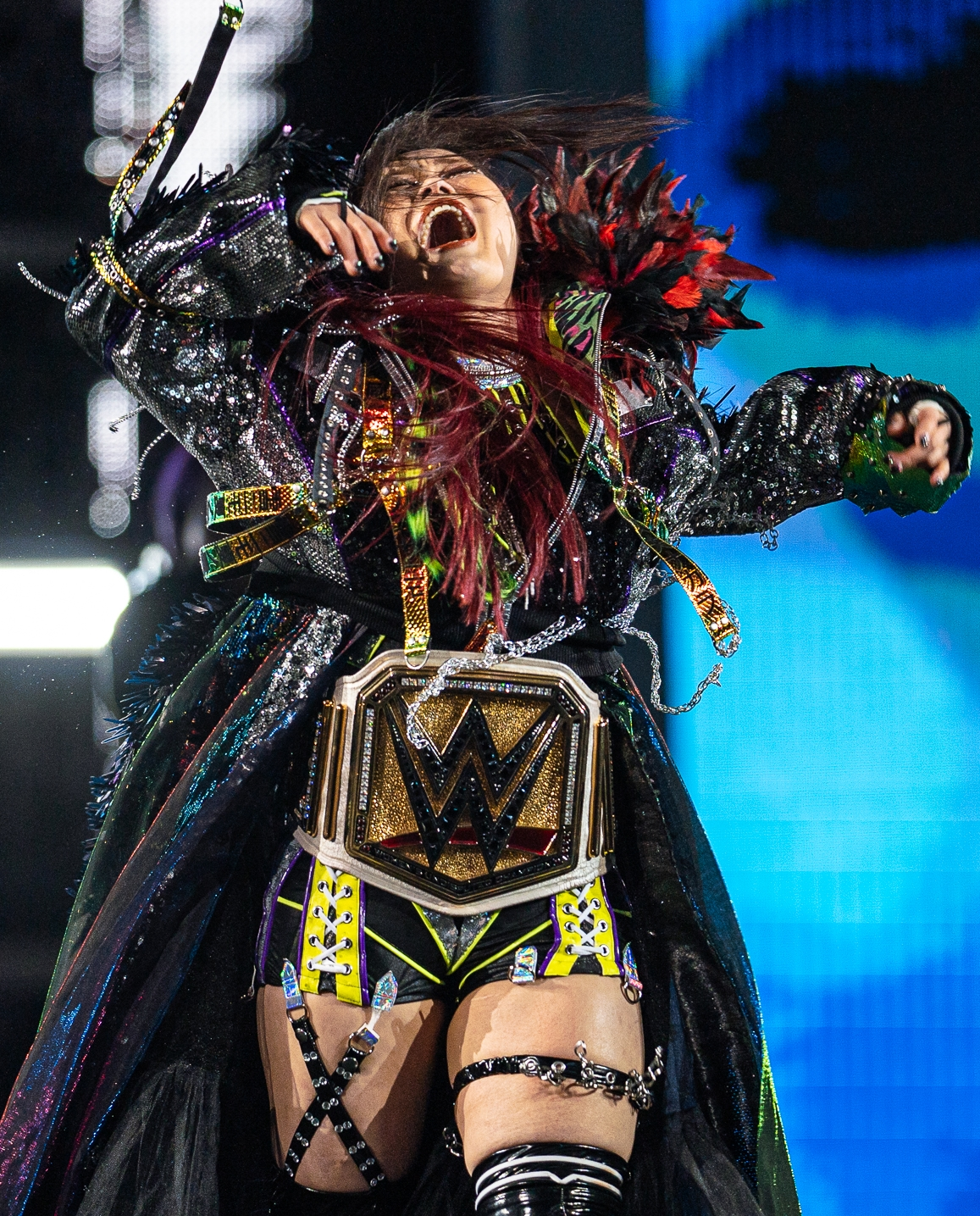
Sky portando el WWE Women's Championship.

Sky luciendo el cinturón del Women's World Championship.

  - 5th Junior All Star Photogenic Award (2007) – con Mio Shirai

- Pro Wrestling Wave
  - TLW World Young Women's Tag Team Championship (1 vez) – con Mio Shirai
  - Captain's Fall Six Person Tag Team Tournament (2009) – con Gami y Mio Shirai
  - TLW World Young Women's Tag Team Tournament (2009) – con Mio Shirai

- Tokyo Sports
  - Joshi Puroresu Grand Prize (2015, 2016, 2017)[299][96][122]

- World Wonder Ring Stardom
  - Artist of Stardom Championship (6 veces) – con Mayu Iwatani y Takumi Iroha (1),[73] Kairi Hojo y Mayu Iwatani (1),[103] HZK y Momo Watanabe (1),[125] AZM y HZK (2),[300][301][134] con HZK y Viper (1)
  - Goddess of Stardom Championship (1 vez) – con Mayu Iwatani[82]
  - High Speed Championship (1 vez)
  - SWA World Championship (1 vez)[109]
  - Wonder of Stardom Championship (2 veces)
  - World of Stardom Championship (2 veces)
  - 5★Star GP (2014)
  - Artist of Stardom Championship Tournament (2017) – con AZM y HZK[132]
  - Goddess of Stardom Championship Tournament (2015) – con Mayu Iwatani[82]
  - Goddesses of Stardom Tag Tournament (2015) – con Mayu Iwatani[94]
  - Red Belt Challenger Tournament (2013)[24]
  - SWA World Championship Tournament (2016)[302]
  - Grand Slam Champion (primera)[303]
  - 5★Star GP Best Match Award (2015) vs. Mayu Iwatani[304]
  - 5★Star GP Technique Award (2013, 2017)[34][305]
  - Premio a la mejor lucha (2015) vs. Meiko Satomura[306]
  - Premio a la mejor lucha (2016) vs. Mayu Iwatani[307]
  - Premio al mejor Tag Team (2015) con Mayu Iwatani[306]
  - MVP Award (2013, 2014, 2016)[47][307][308]
  - Premio al Mejor Desempeño (2017)[309]

- WWE
  - WWE Women's Championship (1 vez)
  - Women's World Championship (1 vez, actual)
  - WWE Women's Tag Team Championship (2 veces) - con Dakota Kai[310]
  - NXT Women's Championship (1 vez)[311]
  - NXT Women's Tag Team Championship (1 vez) - con Zoey Stark[216]
  - Triple Crown Championship (décima)
  - Grand Slam Championship (séptima)
  - Money in the Bank (2023)[241]
  - Dusty Rhodes Women's Tag Team Classic (2022) - con Kay Lee Ray.
  - NXT Year–End Award (3 veces)
    - Future Star of NXT (2018)
    - Female Competitor of the Year (2020)
    - Overall Competitor of the Year (2020)

- Otros Campeonatos
  - America's World Mixed Tag Team Championship (1 vez) – con Nosawa

- Pro Wrestling Illustrated
  - Situada en el Nº4 en el PWI Female 100 en 2018[312]
- Wrestling Observer Newsletter
  - Lucha 5 estrellas - (2025) vs. Rhea Ripley vs. Bianca Belair en WrestleMania 41 el 20 de abril de 2025

## Luchas de Apuestas
| Ganadora (apuesta)    | Perdedora (apuesta)   | Locación                 | Evento         | Fecha                   | Notas      |
| --------------------- | --------------------- | ------------------------ | -------------- | ----------------------- | ---------- |
| Io Shirai (cabellera) | La Maléfica (máscara) | Pachuca, Hidalgo, México | evento en vivo | 1 de noviembre del 2011 | [ Nota 1 ] |